# Томас Ерпінгем
Сер Томас Ерпінгем (англ. Sir Thomas Erpingham; 1357 — 27 червня 1428) — англійський лицар, кавалер ордена Підв'язки. Належав до землевласницького роду з Норфолка, служив Джону Гонту та його синові Генрі Болінгброку, брав участь у бойових діях у Франції, Кастилії та Литві. У 1398 році пішов за Болінгброком у вигнання, у 1399 році допоміг йому захопити престол. За нового короля став видним вельможею, одним з найвпливовіших політичних постатей у Східній Англії. Керував розгромом Хрещенської змови (1400), брав участь у континентальних походах Генріха V, командував лучниками у битві під Азенкуром (1415). На кошти Ерпінгема збудовано ворота Нориджського собору. Сер Томас помер бездітним, його володіння перейшли до племінника — Вільяма Феліпа.
Ерпінгем став персонажем п'єси Вільяма Шекспіра «Генріх V» та низки її екранізацій.

## Біографія

### Походження та ранні роки
Сер Томас належав до лицарського роду з Норфолку. Його дід, сер Роберт Ерпінгем, найпізніше з 1316 володів маєтком Ерпінгем у цьому графстві, а найпізніше з 1346 року — маєтком Вімер. У 1330-х-1340-х роках сер Роберт обирався від Норфолка до парламенту. У нього був син сер Джон, батько Томаса; про ім'я та походження дружини сера Джона нічого не відомо.
Томас Ерпінгем народився приблизно у 1357 році. Можливо, це сталося у будинку у Норвічі, на Конісфорд-лейн (зараз Кінг-стріт), який належав його батькові. У 1368 році Джон служив Чорному принцу в Аквітанії, і не виключено, що син був поруч з ним. У 1370 році Томас втратив спочатку діда (той помер після 8 березня), а потім і батька (1 серпня). Йому дісталися сімейні володіння, серед них три манори.

### Початок служби
З юних років Ерпінгем ніс військову службу. У 1373 році воював на континенті під керівництвом Вільяма де Уффорда, 2-го графа Саффолка, у 1379 році був серед наближених Вільяма Монтегю, 2-го графа Солсбері. У 1380 році його зарахували до почту Джона Гонта, герцога Ланкастерського, дядька короля Річарда II, причому за службу отримав значну ренту — 20 фунтів на рік. У документі, який датований червнем 1380 року, Ерпінгем вперше названий «сером Томасом», але точна дата його посвяти у лицарі невідома. У 1381 році як королівський уповноважений брав участь у придушенні селянського повстання у Норфолку (березень) і Мідлсексі (грудень). У 1385 році сер Томас бився з шотландцями та брав участь в організації оборони Норфолка на випадок висадки французів, у 1386 році супроводжував Джона Гонта в його кастильської експедиції. Англійці відплили з Плімута, по дорозі звільнили від французької облоги Брест у Бретані, висадилися у Ла-Коруньї та почали підкорювати Галісію. У березні 1387 року вони об'єднали свої сили з португальцями, але невдовзі були змушені залишити Іспанію через запеклий опір кастильців і браку фуражу.
У 1388 році Ерпінгем брав участь у лицарському турнірі в Монтеро у присутності короля Франції Карла VI. Його противником був сер Джон де Баррес. За словами Жана Фруассара, під час поєдинку сера Томаса вибили з сідла, але він зумів прийти до тями та продовжити бій «до задоволення короля та його баронів».
У 1390 році Ерпінгем разом із сином Джона Гонта Генрі Болінгброком знову переправився через Ла-Манш, маючи намір приєднатися до Людовіка II Бурбонського у його хрестовому поході проти туніських мусульман. Очевидно, герцог направив у цю поїздку сера Томаса (на той час досвідченого військового) для того, щоб він захищав Болінгброка та допомагав йому порадою у складних ситуаціях. Англійцям відмовили у праві проїхати через Францію, і тому вони попрямували до Балтії, до земель Тевтонського ордену. Там мандрівники взяли участь у хрестовому поході у Велике князівство Литовське та в облозі Вільні. У 1392 році вони знову приїхали до Литви, але у цій країні вже панував мир: Ягайло уклав союз з Вітовтом, якого підтримував орден. Тоді Болінгброк з почтем, у складі якого був Ерпінгем, проїхав через усю Європу (зокрема, вони відвідали Прагу та Відень) і здійснили паломництво до Святої землі.

### Участь у подіях 1399 року
Протягом 1380-х — 1390-х років Ерпінгем став найзначнішим зі слуг Ланкастерів (Джона Гонта та його синів) у Східній Англії. У 1398 році, коли Річард II вигнав Генрі Болінгброка, сер Томас був поміж 17 лицарів, які попрямували за вигнанцем до Франції. Англійці влаштувалися у Парижі, де їх прийняв з усією гостинністю король Карл VI. 17 червня 1399 року Ерпінгем засвідчив своїм підписом секретний договір, укладений між Болінгброком і братом Карла Людовіком, герцогом Орлеанським; у документі йшлося про взаємну підтримку проти ворогів, за винятком королів Англії та Франції.
Приблизно наприкінці червня 1399 року Ерпінгем висадився разом із Болінгброком у Равенспурі (Йоркшир, Північна Англія). Почався заколот, метою якого спочатку було лише відновлення Болінгброка у правах як спадкоємця батька. Однак Ланкастери отримали практично загальну підтримку, тому їх цілі змінилися. Приблизно в кінці липня Ерпінгем заарештував одного з останніх вельмож, які зберігали вірність Річарду (Генрі ле Диспенсера, єпископа Норіджа), а на початку серпня організував захоплення самого короля на дорозі між Конві та замком Рудлан. Сер Томас доставив монарха в Тауер. Там Річарда змусили до зречення, після чого королем став Болінгброк під ім'ям Генріх IV. Під час коронації Ерпінгем ніс королівський меч.
Від нового монарха сер Томас отримав почесні посади лорда-доглядача П'яти портів і констебля Дуврського замку (до 1409 року), камергера королівського двору (до 1404 року), констебла Фрамлінгемського замку у Саффолку. Він зайняв місце у королівській раді й отримав багату ренту; лише Дувр забезпечував його 300 фунтів на рік.

### На службі Генріху IV
Ерпінгем був одним із тих наближених Генріха IV, які радили йому вбити поваленого Річарда II. У січні 1400 року, коли розкрили змову групи аристократів, названу згодом «Хрещенською», саме сер Томас очолив армію, послану проти бунтівників. Останні бігли до західних графств, але не отримали там помітної підтримки, їх схопили та стратили. Ерпінгем організував в Оксфорді страту через повішення, патрання та четвертування двох змовників, сера Томаса Блаунта і сера Бенедикта Келі. Джерела повідомляють, що Блаунт у той самий час, коли кат спалював його нутрощі, на повний голос називав Ерпінгема істинним зрадником і «брехливим лицарем».
Король зробив Ерпінгема опікуном свого другого сина Томаса, герцога Кларенса, кавалером ордена Підв'язки, маршалом Англії (1401). Того ж року сер Томас недовго виконував обов'язки управителя королівським двором, у 1404 році він став членом Таємної ради і лордом-маршалом. В основному він перебував при особі монарха і лише зрідка брав участь у походах (наприклад, у шотландській кампанії 1400 року). У 1407 році Ерпінгем був одним з послів на мирних переговорах з Францією, які проходили у Парижі.
Завдяки своєму становищу при дворі Ерпінгем став однією з найвпливовіших фігур у Східній Англії. Він засідав у всіх норфолкских комісіях зі встановлення миру під час правління Генріха IV (1399—1413), поступово поширював свій вплив із північного Норфолка на інші частини цього графства та на Саффолк. Лицарі, пов'язані з сером Томасом, отримували важливі посади: сер Джон Стрендж з Ганстантона став управителем королівським двором (1408), сер Роберт Гурні з Гантона — заступником Ерпінгема в Дуврському замку (1400), Джон Рейнс з Оверстранда — констеблем Норвічського замку, Джон Вінтер з Барнінгема — управителем двором принца Генрі (1403).
За даними деяких джерел, сер Томас належав до послідовників Джона Вікліфа (богослова, який переклав Біблію англійською мовою та вважався єретиком) і не зазнавав переслідувань тільки через свою близькість до короля. Втім, не всі дослідники вважають ці дані достовірними: можливо, розбіжності між сером Томасом й англійською церковною ієрархією зводилися до його конфлікту з єпископом Норіджа Диспенсером. Цей прелат зберігав відданість Річарду II, й Ерпінгем спонукав владу Норіджа звинуватити Диспенсера у причетності до Хрещенської змови. Єпископа засудили, пізніше він отримав королівське помилування, але реальна влада в його дієцезії перейшла до сера Томаса.

### Останні роки
Після смерті Генріха IV у 1413 році Ерпінгем зберіг своє становище при новому королі — Генріху V. У 1415 році він взяв участь у французькому поході як лицар-баннерет на чолі загону, що включав двох лицарів, 17 зброєносців і 60 лучників. Сер Томас брав участь в облозі Арфлера та вів переговори, що призвели до здачі міста 22 вересня. 25 жовтня того ж року він бився під Азенкуром, де як один із найстаріших і найдосвідченіших англійських воєначальників отримав усіх лучників. Англійці здобули повну перемогу. Після бою вони відійшли до Кале, й Ерпінгем залишився у цій фортеці до весни, щоб посилити її оборону на випадок ворожого нападу.
У 1416 році сер Томас повернувся до Англії. Він отримав від короля нагороду манор Лессінгем і ренту у 50 марок, пізніше знову вирушив до Франції, на переговори з Карлом VI. За одними даними, Ерпінгема звільнили від служби через його похилий вік у 1417 році, за іншими, він брав участь в облозі Руана (1418—1419). Після смерті Генріха V у 1422 році сер Томас остаточно віддалився від двору та державних справ. Останні роки він провів у своїх норфолських володіннях. Ерпінгем помер 27 червня 1428 року. Його поховали у Нориджському соборі, поряд з його дружинами.

### Будівництво
Ерпінгем профінансував низку будівництв:
- будівництво воріт Нориджського собору, які отримали ім'я благодійника (1420)[51];
- відновлення церкви Блекфраєрс у Норвічі, яка постраждала через міську пожежу[52];
- будівництво західної вежі церкви Святої Марії в селі Ерпінгем[52];
- скління східного вікна вівтаря церкви Братів святого Остіна у Норвічі (1419); на склі містилися посвячення 107 дворянам або лицарям, які жили за часів Едуарда III та пізніше, які не залишили спадкоємців[53].

## Сім'я та спадщина
До 1389 року Ерпінгем одружився з Джоанні Клоптон, донькою сера Вільяма Клоптона з Клоптона у Саффолку. У 1404 році він овдовів, а пізніше одружився вдруге — на Джоанні Волтон, доньці сера Річарда Волтона, вдові сера Джона Говарда, яка померла у 1425 році. За одними даними, обидва шлюби були бездітними, за іншими — перша дружина народила сина Томаса. У будь-якому випадку володіння Ерпінгема перейшли до його племінника Вільяма Феліпа — сина сестри Джуліани. На момент смерті сер Томас володів приблизно 40 манорами у Норфолку, Саффолку та Ессексі, які він отримав від королів у вигляді подарунків або купив.
Заповіт Ерпінгема, датований 25 березня 1427 роком, передбачав щедрі пожертвування Нориджському собору, церквам у Норфолку та Лондоні, двом нориджським лікарням і кільком монастирям Східної Англії.

## У культурі
Томас Ерпінгем згадується (але не з'являється) у п'єсі Вільяма Шекспіра «Річард II» і двічі з'являється у п'єсі того ж автора «Генріх V». Драматург підкреслює похилий вік цього персонажа, використовує його, щоб показати зв'язок між старістю та добротою. Дослідники проводять паралелі між образами Ерпінгема та Фальстафом. В екранізаціях «Генріха V» сер Томас — зазвичай персонаж без тексту, який ненадовго з'являється на екрані. Тільки у фільмі Кеннета Брани 1989 року він грає (у виконанні Едварда Джевсбері) більш помітну роль.